# مشایخی
این صفحه دربردارندهٔ فهرستی از افراد اهل ایران با نام خانوادگی مشایخی است:
- جمشید مشایخی، بازیگر تئاتر، تلویزیون و سینما
- رضا مشایخی (مترجم)
- سجاد مشایخی، بازیکن بسکتبال
- علیرضا مشایخی
- علینقی مشایخی
- مهدی مشایخی
- مهرداد مشایخی
- نادر مشایخی، موسیقی‌دان، پسر جمشید مشایخی